# Мисс Америка 1933
Мисс Америка 1933 (англ. Miss America 1933) — 8-й конкурс красоты Мисс Америка, проводился 9 сентября, 1933 года в Boardwalk Hall, Атлантик-Сити, штат Нью-Джерси. Это был первый конкурс после переноса мероприятия после конкурса 1927 года.
Мариан Бержерон, победительница Мисс Коннектикут была выбрана победительницей конкурса Мисс Америка, но в связи с проблемой подсчёта голосов, ей никто не сообщил, что она стала обладательницей титула. Она не знала о своей победе, до момента вручения ей титула. Она была самой молодой победительницей, завоевав титул в 15 лет.
Конкурс был финансово неудачным и не был проведён в 1934 году. В следующем 1935 году был проведён в Атлантик-Сити.

## Результаты
| Итоговый результат | Участница |
| ------------------ | --- |
| Мисс Америка 1933  | - Коннектикут — Мариан Бержерон |
| 1-я Вице мисс      | - Нью-Йорк — Флоренс Мейерс |
| 2-я Вице мисс      | - Калифорния — Бланш Макдональд |
| 3-я Вице мисс      | - Виргиния — Эванджелин Глидуэлл |
| Топ 18             | - Вашингтон (округ Колумбия) Округ Колумбия — Рита Бернс - Кентукки — Люсиль Рэйдер - Луизиана — Марджори Хаглер - Мэн — Ива Стюарт - Массачусетс — Элси Тейлор - Мичиган — Барбара Стрэнд - Миссисипи — Дороти Эли - Миссури — Мари Маркс - Нью-Джерси — Гертруда Кристман - Огайо — Корин Портер - Пенсильвания — Джеральдин Глассман - Вашингтон — Гладин Свитсер - Западная Виргиния — Милдред Фетти - Висконсин — Мари Хюбнер |

## Примечание
1. ↑  Stage, Screen Offers Made Miss America. Atlantic City Press. 11 сентября 1933. p. 1.
2. ↑  Miss America History 1933. Дата обращения: 14 июля 2013. Архивировано из оригинала 29 мая 2013 года.
3. ↑  Miss America 1933 Atlantic City Newspapers. Дата обращения: 13 апреля 2012. Архивировано 4 января 2012 года.
4. ↑  Miss America 1933 Miss New York State Florence Meyers. Дата обращения: 25 июня 2020. Архивировано 8 января 2019 года.

## Ссылка
- Официальный сайт «Мисс Америка»